# Bithyniphilus bosporanus
Bithyniphilus bosporanus är en mångfotingart som beskrevs av Karl Wilhelm Verhoeff 1941. Bithyniphilus bosporanus ingår i släktet Bithyniphilus och familjen storjordkrypare.
Artens utbredningsområde är Turkiet. Inga underarter finns listade i Catalogue of Life.